# Chromadorella parapoecilosoma
Chromadorella parapoecilosoma är en rundmaskart som först beskrevs av Heinrich Micoletzky 1922.  Chromadorella parapoecilosoma ingår i släktet Chromadorella och familjen Chromadoridae. Inga underarter finns listade i Catalogue of Life.